# Andreas Karow
Andreas Karow (* 3. November 1958) ist ein deutscher Strafverteidiger, Spielerberater und ehemaliger Fußballprofi.

## Fußball-Karriere
Andreas Karow schaffte 1977 aus der eigenen Jugend als Jugendnationalspieler den Sprung in den Profikader des Hamburger SV unter dem Manager Peter Krohn. Er war in jener erfolgreichen Zeit unter anderem mit Kevin Keegan, Felix Magath, Rudi Kargus, Horst Hrubesch und Manfred Kaltz in einem Team und konnte in seinem zweiten Profijahr mit Manager Günter Netzer und Trainer Branko Zebec Deutscher Meister werden.
In dem stark besetzten Hamburger Kader kam Karow trotz Abitur und Wehrdienst zu vier Bundesliga-Einsätzen und einigen Pokalspielen, sowie zu einem Einsatz 1977 im Supercup gegen den FC Liverpool, bei dem gegen den FC Liverpool ein 1:1 im Volksparkstadion erreicht wurde.
Danach wechselte er 1979 zum SV Darmstadt 98 in die 2. Bundesliga, wurde dort Stammspieler und feierte 1981 den Aufstieg mit den Hessen in die Bundesliga. Trainer waren zu jener Zeit dort Jörg Berger und Werner Olk.
Wegen seines Jurastudiums ging er nach München zur SpVgg Unterhaching, wo er von 1981 bis 1988 in der drittklassigen Oberliga Bayern spielte. Mit Trainer Peter Grosser (Deutscher Meister 1966 mit 1860 München und 1990–2011 Vize-Präsident der SpVgg Unterhaching) sowie Mitspielern wie Rainer Adrion (vorher VfB Stuttgart, aktuell Trainer der deutschen U-21 Nationalmannschaft), Kurt Eigl (vorher Hamburger SV) und Reiner Maurer (später Bayern München, aktuell Trainer TSV München 1860) erreichte Andreas Karow u. a. 1983 den 2. Platz in der Aufstiegsrunde zur 2. Bundesliga; zum Aufstieg fehlte ein Sieg im letzten Spiel beim SSV Ulm.
1988 wechselte Karow zu Altona 93 in die Oberliga Nord und kämpfte gegen Clubs wie VfL Wolfsburg oder Holstein Kiel um den Aufstieg in die 2. Liga.

## Anwaltstätigkeit
Andreas Karow war 1994–1996 Assistent am Lehrstuhl für Strafprozessrecht an der Universität Greifswald und zugleich Rechtsanwalt und Strafverteidiger in Greifswald. 2002–2004 war er Sozius in der Wirtschafts-Sozietät des ehemaligen HSV-Präsidenten, Olympiateilnehmers und ehemaligen TV-Sportmoderators Wolfgang Klein.
1996 war er Strafverteidiger vor dem Hanseatischen OLG im sog. „Landshut-Verfahren“ zur Entführung eines Lufthansa-Jets 1977 nach Mogadischu. 2009 trat er u. a. in einem Strafverfahren gegen Ärzte hervor.

## Erfolge
- 1977 4. Platz U19-EM
- 1979 Deutscher Meister
- 1981 Aufstieg in die 1. Bundesliga (Meister der 2. Bundesliga Süd, mit SV Darmstadt 98)
- 1983 Meister Amateuroberliga Bayern (3. Liga, mit SpVgg Unterhaching)